# Muncangkopong
Muncangkopong is een bestuurslaag in het regentschap Lebak van de provincie Banten, Indonesië. Muncangkopong telt 3667 inwoners (volkstelling 2010).